# Real Love (album Swans)
Real Love – album koncertowy amerykańskiego zespołu Swans, wydany w 1992 w wersji LP i CD. W 1996 nakładem Atavistic ukazała się reedycja albumu na CD.
Płyta zawiera nagrania zarejestrowane w 1986 podczas europejskiej trasy koncertowej.

## Lista utworów
Wersja LP / CD:
| Nr | Tytuł utworu       | Długość |
| -- | ------------------ | ------- |
| 1. | „Coward”           | 6:09    |
| 2. | „Stupid Child”     | 7:08    |
| 3. | „Anything for You” | 7:46    |
| 4. | „Money Is Flesh”   | 8:07    |
| 5. | „A Hanging”        | 8:08    |
| 6. | „Sealed in Skin”   | 7:24    |
|    |                    | 44:42   |

## Twórcy
- Michael Gira – śpiew
- Jarboe – instrumenty klawiszowe
- Norman Westberg – gitara elektryczna
- Algis Kizys – gitara basowa
- Ronaldo Gonzalez – perkusja
- Ted Parsons – perkusja